# Собинка
Собинка (на руски: Собинка) е град в Русия, административен център на Собински район, Владимирска област. Населението на града към 1 януари 2018 година е 17 799 души.